# Klemastyna
Klemastyna (łac. clemastinum) – organiczny związek chemiczny stosowany jako lek przeciwhistaminowy I generacji. Ma dłuższy od pozostałych z tej grupy leków biologiczny okres półtrwania. Można ją stosować co 12 godzin. Zmniejsza działanie leków przeciwzakrzepowych.

## Wskazania
Nagłe odczyny alergiczne, alergie z wysypką, katarem, świądem skóry, ukąszenia owadów, alergiczne zapalenie błony śluzowej nosa, wodnista wydzielina z nosa (katar), kichanie, łzawienie.

## Działania niepożądane
Trudności w oddawaniu moczu, zmniejszanie produkcji łez przez gruczoły łzowe, upośledzenie sprawności psychofizycznej, senność, otępienie, wysuszenie błony śluzowej jamy ustnej, nasila działanie amin katecholowych.

## Dawkowanie
Może być podawana doustnie, dożylnie i domięśniowo w dawce 1–2 mg co 12 godzin.

## Preparaty
- Clemastinum
- Klemastin